# Strada statale 330 di Buonviaggio
La strada statale 330 di Buonviaggio (SS 330), classificata per 18 anni strada provinciale 330 di Buonviaggio (SP 330) in Liguria e strada provinciale 70 di Buonviaggio (SP 70) in Toscana, è una strada statale italiana. Inizia alla periferia est della Spezia, nel quartiere di Migliarina, e termina a Caprigliola.

## Percorso
Il punto di partenza è segnato dall'incrocio tra la via Sarzana e via del Canaletto (strada statale 1 Via Aurelia) e rappresenta la direttrice per "via ordinaria" verso Parma. Dopo aver attraversato il quartiere del Felettino, la strada s'inerpica sul passo di Buonviaggio e, dopo averlo sorpassato, si lancia verso la Val di Magra, attraversando Bottagna di Vezzano Ligure, Ceparana di Bolano (dove è presente il casello dell'A12) e Albiano Magra. Il suo percorso attraversa il fiume Magra sul Ponte di Caprigliola e termina nella località Caprigliola innestandosi nella strada statale 62 della Cisa (che prosegue per Parma - Verona).
Il Ponte di Caprigliola tra Albiano Magra e l'innesto con SS 62 è crollato alle 10:14 dell'8 aprile 2020 per cause ancora da appurare. A causa del ridotto volume di traffico al momento dell'incidente, in conseguenza delle restrizioni alla circolazione dovute all'epidemia di Covid-19, sono rimasti coinvolti nel crollo solo due conducenti, che hanno riportato ferite lievi. La viabilità della SS 330 è stata interrotta nel tratto tra Albiano Magra (fine centro abitato) e l'innesto con la SS 62.

## Gestione
In seguito al decreto legislativo n. 112 del 1998, dal 2001 la gestione del tratto toscano è passata dall'ANAS alla Regione Toscana che ha provveduto al trasferimento dell'infrastruttura al demanio della Provincia di Massa e Carrara; la gestione del tratto ligure è invece passata alla Regione Liguria che ha provveduto al trasferimento dell'infrastruttura al demanio della Provincia della Spezia.
Seguendo il Decreto del Presidente del Consiglio dei Ministri il 20 febbraio 2018, la gestione del intero tratto è tornata ad ANAS che la riclassificherà per l'intero percorso SS 330 di Buonviaggio. Dopo la riclassificazione, la strada ha una lunghezza di 9,297 km.

## Sviluppi
Al novembre 2023 lo stato di avanzamento lavori del tratto che collega svincolo di Via del Forno allo svincolo di Buonviaggio è tra il 32 e il 36%. Anche a causa di una variante d'opera da 10 milioni di euro per un cedimento in galleria, la data di fine lavori prevista è slittata alla primavera del 2025.